# الحسن عمر
الحسن عمر (بالإنجليزية: Alhassan Umar)‏ هو سياسي غاني، ولد في 29 يونيو 1966. في الانتخابات العامة الغانية 2016، انتخب عضو البرلمان السابع لجمهورية غانا الرابعة ‏ عن دائرة Zabzugu (Ghana parliament constituency) ‏ وقد انضم خلال فترته النيابية ‏ (7 يناير 2017 – ) للكتلة البرلمانية المؤتمر الوطني الديمقراطي ‏.